# Jérôme Guillen
Jérôme M. Guillen est un cadre de transport français travaillant dans la fabrication automobile. Il est titulaire d'un doctorat en ingénierie de l'Université du Michigan et a travaillé pour Freightliner LLC, Daimler AG et Tesla, Inc. Il est également diplômé de ENSTA Paris. Il est président de l'automobile chez Tesla de septembre 2018 à juin 2021 et a notamment dirigé les programmes de fabrication de la Tesla Model S et du Tesla Semi.

## Éducation
Guillen est né à Cavaillon dans le Vaucluse grandit près d'Avignon. Il fréquente l'établissement Ismaël-Dauphin de Cavaillon puis le lycée Thiers à Marseille. Il intègre ensuite l'ENSTA Paris, où il réalise également un échange Erasmus dans le département d'ingénierie de l'Université polytechnique de Madrid aboutissant à des doubles diplômes : génie mécanique de l'ENSTA en 1993 et génie nucléaire de l'ETSII en 1994. II termine ensuite son doctorat en génie mécanique à l'Université du Michigan en 1999. Après avoir obtenu son diplôme, Guillen est embauché par McKinsey & Company.

## Daimler
À partir de 2003, Guillen travaille chez Freightliner Trucks, sous la direction du PDG de la société Rainer Schmueckle. Il est ensuite été promu directeur général du développement de nouveaux produits et chef de projet pour le Freightliner Cascadia.
Le 7 juillet 2007, Guillen est approché par Dieter Zetsche de la société mère de Freightliner, Daimler. À partir de septembre 2007, il devient le directeur de l'innovation commerciale de Daimler,. En 2010, il participe au lancement du service Car2go (maintenant SHARE NOW) pour Daimler. En octobre 2010, l'unité Business Innovation de Daimler, dirigée par Guillen, est rentable et autofinancée.

## Tesla

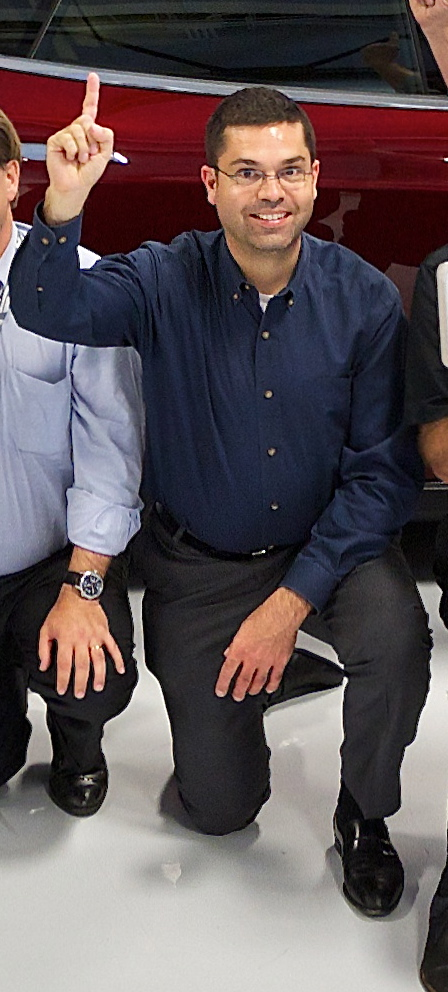
Jérôme Guillen, devant la première Tesla Model S 2012, achetée par Steve Jurvetson.

En novembre 2010, Guillen rejoint Tesla Motors,. Lors de la démonstration de la Tesla Model X au Salon international de l'automobile d'Amérique du Nord en janvier 2013, il déclare qu'il ne regrettait pas son déménagement en Californie mais que les plats allemands et le Ballet de Stuttgart lui manquaient,. En avril 2015, son salaire est de 4,5 millions de dollars par an.
| De      | À       | Rôle                                                        |
| ------- | ------- | ----------------------------------------------------------- |
| 11/2010 | 04/2013 | Directeur du programme de Tesla Model S                     |
| 01/2012 |         | Vice-président par intérim, Ingénierie des véhicules        |
| 04/2013 | 03/2015 | Vice-président, Ventes et service mondiaux                  |
| 07/2016 |         | Directeur de programme de Tesla Semi                        |
| 06/2018 |         | Directeur de programme de Tesla Model 3, General Assembly 4 |
| 09/2018 |         | Président, Automobile                                       |

Dans une interview de 2013, Guillen évoque "BlueStar" (nom de code du projet Tesla Model 3), déclarant que Tesla s'attendait à produire 400 000 voitures par an. Lors de la montée en puissance de la Tesla Model 3 en juin 2018, Elon Musk déclare qu'il dirige la General Assembly 4.
En septembre 2018, il devient le bras droit d'Elon Musk,,.
Il quitte finalement Tesla le 3 juin 2021.

## Publications
- (en) Jérôme Guillen, « Studies of the dynamics of dry-friction-damped blade assemblies » [archive du 2 mars 2009] [dissertation for Doctor of Philosophy (Mechanical Engineering)], Ann Arbor, University of Michigan, 1999 (hdl 2027.42/131660)